# 馬卡里夫
50°27′35″N 29°48′53″E / 50.45972°N 29.81472°E
馬卡里夫（羅馬化：Makariv），或按俄语译为马卡罗夫，是位於烏克蘭北部的鎮，由基辅州布恰区的馬卡里夫市鎮負責管轄。馬卡里夫是該市鎮的行政中心，亦曾為馬卡里夫區被撤銷前的行政中心。該鎮始建於1550年，面積62.76平方公里，2013年人口10,148，人口密度每平方公里161.7人。

## 圖片

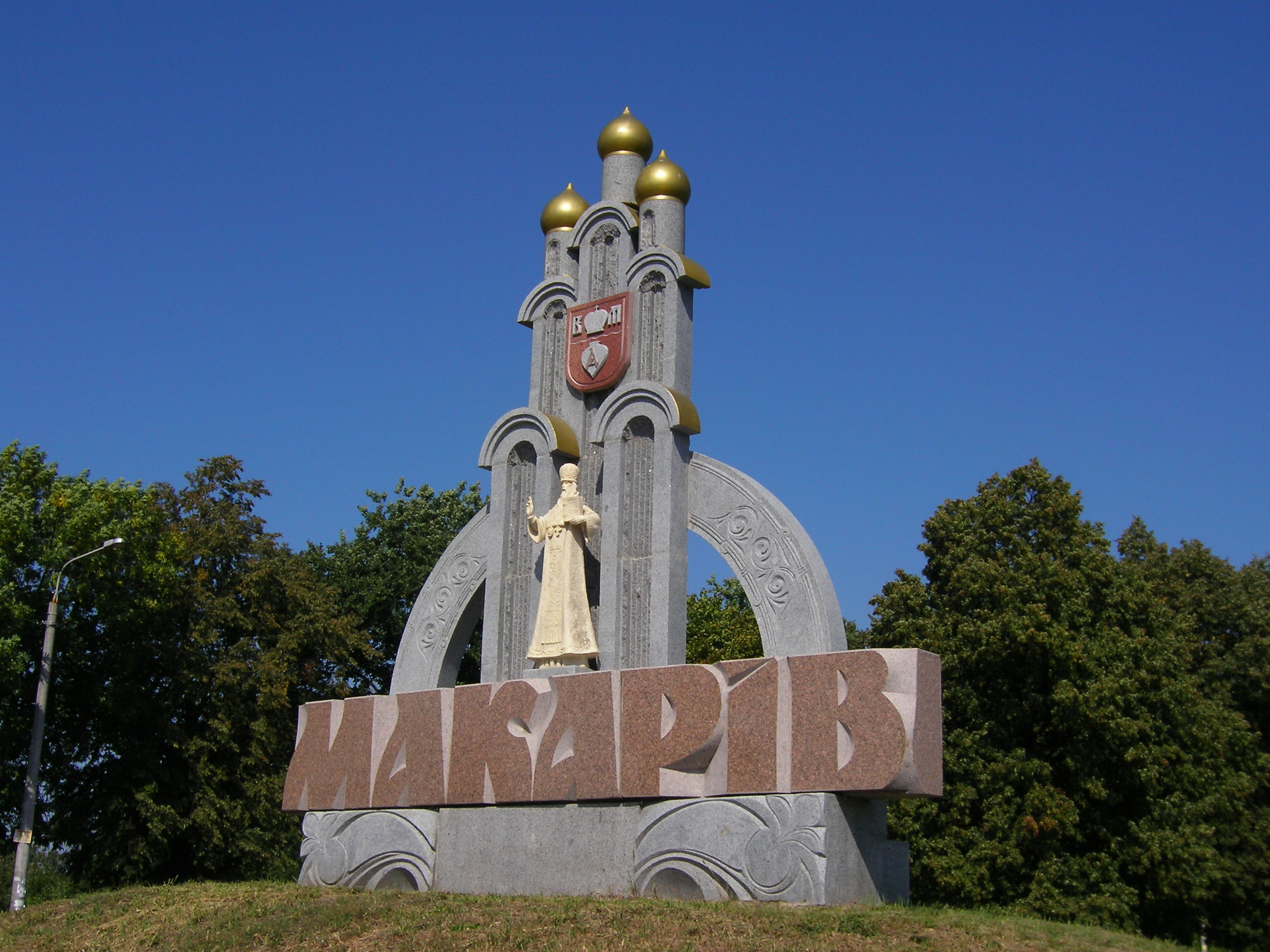
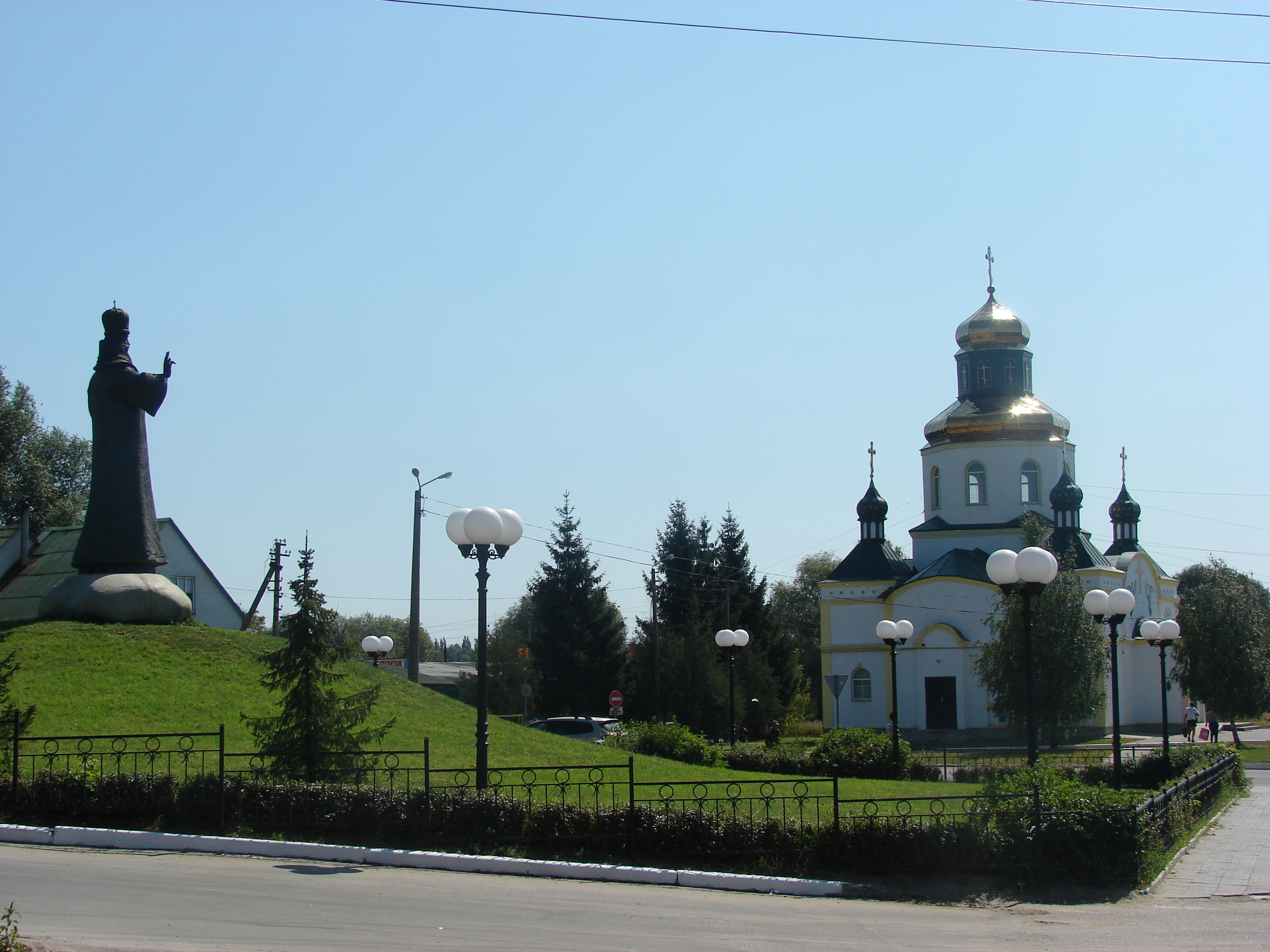
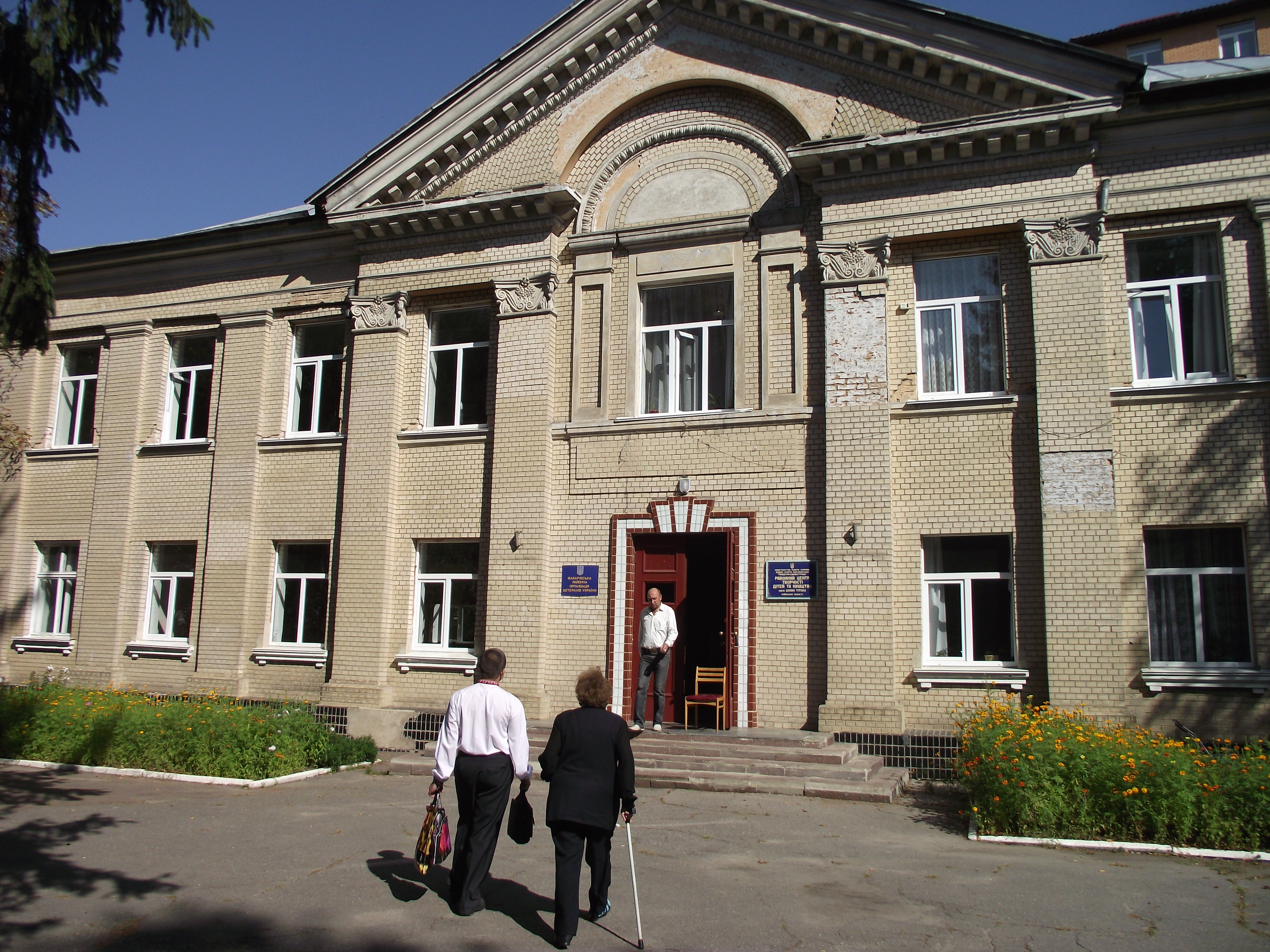
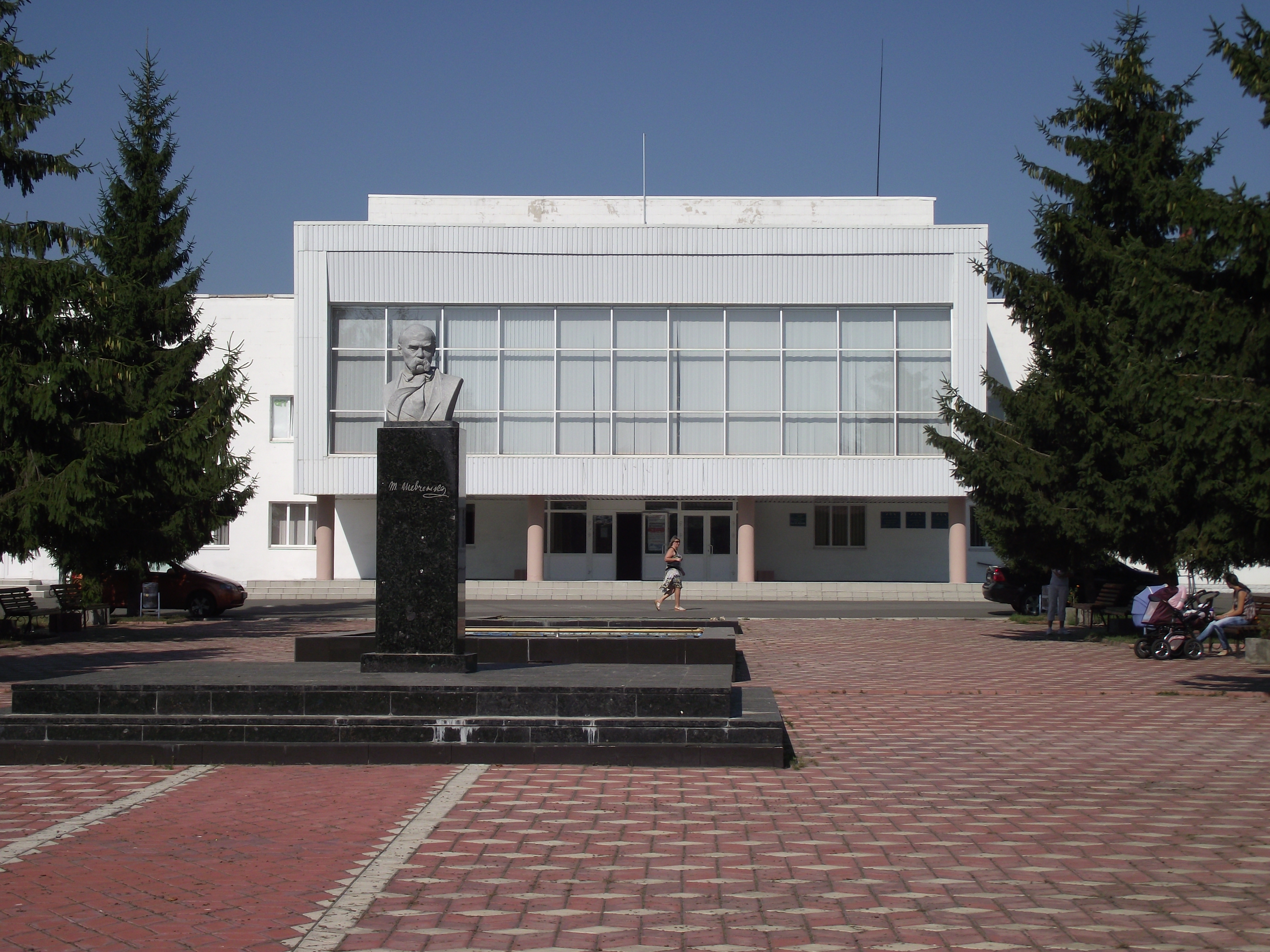
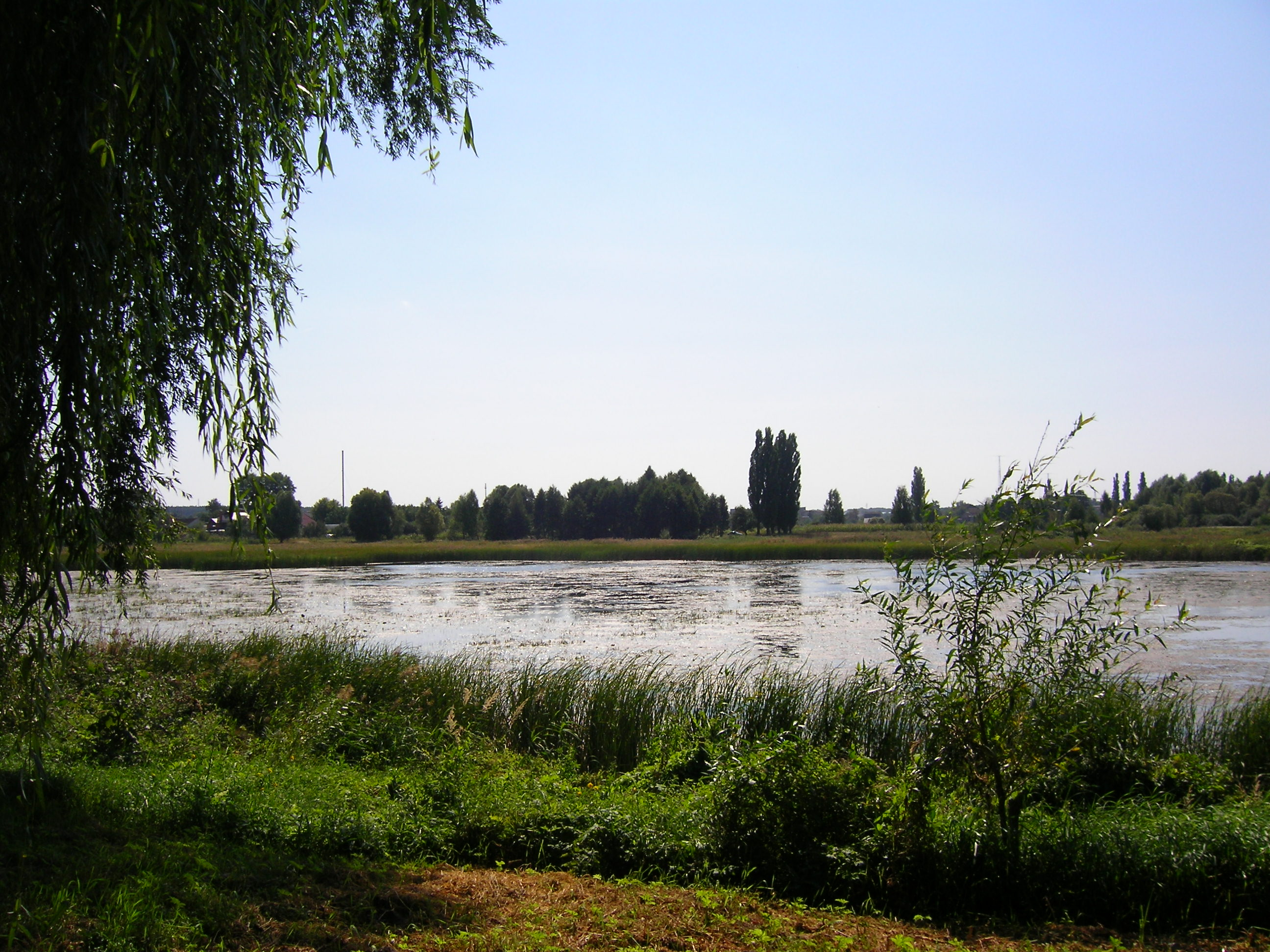